# Lac de Boali
Lac de Boali, lac de la Mbali eller lac Mbali är ett vattenmagasin i Centralafrikanska republiken. Det ligger längs floden Mbali i prefekturen Ombella-Mpoko, i den sydvästra delen av landet, 90 km nordväst om huvudstaden Bangui. Magasinet bildas av en damm som byggdes 1991. Det fungerar som regleringsmagasin för de två kraftverken vid Chutes de Boali något nedströms. Dammen är förberedd för ett tredje kraftverk men detta hade 2019 ännu inte tagits i drift.